# L'oro granulato
L'oro granulato è un libro dello scrittore Mario Pincherle, edito da Macro edizioni nel 2000. Il libro concerne la nota e antichissima tecnica di oreficeria detta "granulazione", di cui l'autore vuole individuare e riprodurre la perduta tecnica . Secondo Pincherle gli studi permettono di retrodatare di due millenni il mito dell'origine etrusca del metodo, individuandone l'origine nella Mesopotamia di re Sargon di Akkad.
Pincherle espone le sue scoperte derivanti dalle sue esperienze: di scavo in Africa, dagli studi effettuati sui materiali superstiti dell'antico Oriente, dell'antico Egitto e dell'Etruria, nonché da una nuova interpretazione del Libro dei morti (Per-em-ra), il tutto combinato con risultati ottenuti con tecniche di archeologia sperimentale. L'autore ritiene, infatti, di avere interpretato una frase criptica, apparentemente incomprensibile, presente nel Libro di dei morti di Osiride. L'espressione rivelerebbe i fondamenti della tecnica per ottenimento della granularità dell'oro, mediante l'antichissimo metodo detto "della caduta dalla torre". 

## Tecnica
Pincherle narra che l'effetto di granulazione si ottiene mediante caduta libera di minuscole goccioline d'oro fuso. Durante la caduta, l'effetto di annullamento della gravità, dovuto alla caduta libera, si compone con l'effetto modellante risultante dalla rotazione che viene impressa sulle sfere al momento del distacco, e con quello risultante dal successivo raffreddamento per caduta in olio. Le sferule così ottenute compongono una sorta di polvere che viene ulteriormente selezionata mediante agitazione: questo tipo di sollecitazione meccanica, se effettuata in un contenitore adatto allo scopo (i migliori risultati si richiedono una forma piramidale a base quadrata con un rapporto tra altezza e lato di base pari a pigreco/2), permette di segregare le sfere più grandi o più irregolari, destinate allo scarto e di separare e selezionare, di conseguenza, solo le sferule più piccole e regolari, adatte all'uso in oreficeria. L'applicazione di questo metodo consente di riprodurre, nell'oro, una granularità dello stesso ordine di grandezza delle antiche produzioni orafe dell'antichità.
Il procedimento di granulazione procede poi con l'uso di resina di mirra con la quale vengono incollate le piccole sfere sul gioiello da granulare. Infine, l'opera si completa mediante parziale fusione in uno stampo di incenso.

## Origine della granulazione
L'analisi dei reperti avrebbe consentito all'autore di chiarire l'origine mesopotamica della tecnica orafa, nata nell'epoca di Sargon, re accadico, poi transitata più a occidente attraverso la mediazione culturale della valle del Nilo. Queste acquisizioni hanno consentito anche di sfatare un mito, quello dell'origine etrusca dell'invenzione. L'autore, infatti, ha richiesto di datare attraverso l'analisi al radiocarbonio  un pezzo di legno contenuto in un reperto aureo etrusco, il cilindro aureo con leoni rinvenuto nella cosiddetta Tomba Barberini, ora conservato al museo di Villa Giulia di Roma: l'analisi permetterebbe di retrodatare di due millenni la realizzazione granulare, spostandola a un'epoca di molto anteriore rispetto all'epoca di fioritura dell'oreficeria etrusca. Altri studi compiuti su campioni della cosiddetta fibula del Louvre, oggetto creduto etrusco, hanno permesso all'autore di smascherarne la natura di falso, ottenuto mediante assemblaggio e saldatura di parti di gioielli ben più antichi. In questo modo, Pincherle ha dimostrato come l'oro granulato usato dagli Etruschi sia tutto da attribuire a furto o a bottino di guerra. L'arte della granulazione dell'oro era infatti già perduta all'epoca e nessuna traccia della sua conoscenza è potuta transitare alla civiltà greco-romana e tutti i cosiddetti "ori granulati etruschi" appartengono a bottini, tramandati di padre in figlio, provenienti dal regno di Sargon di Akkad o dall'età micenea.

## Valore simbolico
La bellezza dell'oro granulato, nel sistema sapienziale orientale, assume il significato simbolico del pensiero perfetto del "re vero". La manifattura della granulazione si collega pertanto alle Attese messianiche della spiritualità orientale. Dell'oro granulato parla infatti anche l'epopea di Gilgamesh, che nella nuova traduzione data da Pincherle, in cui la manifattura assume il significato di tensione e attesa nei confronti del Messia, la cui venuta annuncerà l'inizio di una nuova età dell'Oro. 

### Connessione con laTeoria degli archetipi
La granulazione dell'oro si ricollega anche alla teoria degli archetipi, vale a quel complesso di 22 nuclei conoscitivi fondamentali e irriducibili, la cui combinazione è in grado di strutturare e definire il pensiero, e di costituire i fondamenti per l'espressione simbolica della conoscenza universale. La trasmissione della tecnologia di granulazione dell'oro simboleggia infatti la trasmissione del sapere orientale verso l'occidente mediterraneo e riassume, simbolicamente, l'unificazione delle diverse forme attraverso cui si manifestano gli archetipi. La teoria permette anche di retrodatare di quattro secoli la nascita del pensiero scientifico, la cui culla non sarebbe l'antica Grecia, ma lo spazio culturale delle filosofie orientali. La combinazione dei granuli richiama simbolicamente le forme di conoscenza universale a cui dà accesso la teoria degli archetipi, focalizzando gli aspetti irriducibili della conoscenza e dell'esperienza umana: essa costituisce pertanto la forma più antica di teoria atomica dell'universo e permette di retrodatare l'iniziazione dell'atomismo alla filosofia orientale, dalla quale solo in un secondo tempo l'idea sarebbe transitata al pensiero occidentale. Tramite di questo passaggio fu l'incontro della filosofia indiana con la conoscenza tramandata dalle caste sacerdotali dell'antico Egitto. 